# Pyrtaula nigrita
Pyrtaula nigrita är en tvåvingeart som först beskrevs av Oskar Augustus Johannsen 1910.  Pyrtaula nigrita ingår i släktet Pyrtaula och familjen platthornsmyggor.
Artens utbredningsområde är Washington. Inga underarter finns listade i Catalogue of Life.